# 高見藤英希
高見藤 英希（たかみふじ ひでき、1980年5月15日 - ）は、岡山県和気郡和気町（出生地は倉敷市玉島柏島）出身で東関部屋所属の元大相撲力士。本名は横山 英希（よこやま ひでき）。身長187cm、体重138kg、血液型B型、星座は牡牛座。得意技は突っ張り。最高位は東十両13枚目（2007年3月場所）。2007年6月18日に引退。

## 来歴
中学生時代には柔道に打ち込んでいたが、たまたま出場した地元の相撲大会で、岡山理科大学附属高校相撲部監督の田所実の目に留まり、中学3年時から同校相撲部での稽古に参加、翌年そのまま同校に入学した。高校3年時の高等学校相撲金沢大会では、決勝戦で文徳高校3年の内田水（後の小結・普天王）を破って優勝を果たした。
東洋大学4年時の2002年に学生横綱を獲得して幕下付出の資格を得たが、2005年に地元で開催される晴れの国おかやま国体に出場するため一旦は大相撲入りを断念した(年齢制限を超えるため、国体出場後の入門は不可能だった)。しかし国体要員として岡山県和気町役場に就職した2003年に実業団横綱を獲得したことでプロ入りに気持ちが傾き、国体出場を待たずして2004年3月場所に幕下15枚目格付け出しで初土俵を踏む。
2004年7月場所には西幕下2枚目まで番付を上げ、勝ち越せば新十両の可能性が高かったが1勝6敗と大敗。幕下中位からの出直しを経て2005年9月場所以降は幕下上位15枚目以内に在位し続けたものの、2005年11月場所を西幕下2枚目で3勝4敗、2006年3月場所を西幕下筆頭で3勝4敗とあと一歩及ばない成績が続いていた。しかし2007年1月場所で東幕下2枚目で5勝2敗と勝ち越し、1月24日の番付編成会議にて十両昇進が決定した。岡山県出身の関取は1985年9月場所から1987年9月場所まで十両に在位していた大鷹以来19年4ヶ月ぶりとなった。その新十両の翌3月場所は6勝9敗と負け越して、5月場所は再び幕下で相撲をとる事になったが、千秋楽で4勝3敗と勝ち越して7月場所での十両復帰を決めた。しかし、入門当初からパチンコなどのギャンブル癖があった高見藤は、再十両昇進の給与をあてにして4社の消費者金融と後援会から数百万円とされる借金をしていた。それもあってか後輩などに当たってストレスを発散しており、これがギャンブル嫌いで知られる師匠の東関に知られると、口論の末に高見藤は部屋を飛び出した。後に岡山から上京した母親を挟んで再度話し合いがもたれ、東関は借金の肩代わりを申し出て慰留につとめたが、高見藤の意思は固く引退が決まり、6月18日に引退届が提出された。引退の緊急記者会見時には高見藤は部屋を去っており、師匠のみによる異例の引退発表となった。
突き押しを主体としており、突っ張りの威力は強かったが、腰高や膝の硬さから来る上突っ張りだったことから、十両では厳しく、また引きやはたきも多く、素質を生かしきれなかった。

## エピソード
- 実際は倉敷市の出身であるが、和気町出身としていた。これは、佐伯町と合併する以前の旧・和気町の職員を1年で退職した関係上、和気町民に対する恩返しの意図があった。また四股名の「藤」は和気町の町花に因んだものであった。
- 幼少の頃、両親が離婚し鴨方町（現・浅口市）で育っており一部の新聞では「浅口市（旧・鴨方町生まれ）」と表記されていた。NHKも当初は鴨方町の出身として扱っていたが後に和気町としていた。一方、山陽新聞では和気町出身と表記されていたが後に倉敷市出身に変更された。
- 同姓の力士が居た関係上、初土俵から高見藤の四股名を名乗ったが、2006年3月場所の番付には高見富士と誤記された。本場所の割及び星取表には高見藤と正しく記載された。ちなみに東関部屋には実際に高見富士の四股名を名乗っていた力士が在籍していた[2]。
- 新十両昇進の際、母校岡山理科大学附属高等学校を擁する加計学園より名前に因み『藤』をあしらった『藤色』の化粧廻しが贈られ、地元のニュースとなった。地元和気町の後援会及び母校東洋大学からも同様に化粧廻しが贈呈された。
- 兄弟子の高見盛によく似たロボットのような動作にちなみ、一部スポーツ紙では「高見盛2世」と呼ばれていると報じられたこともあった。

## 主な成績
- 通算成績：81勝66敗1休  勝率.551
- 十両成績：6勝9敗  勝率.400
- 通算在位：20場所
- 十両在位：1場所

| | 一月場所 初場所（東京） | 三月場所 春場所（大阪） | 五月場所 夏場所（東京） | 七月場所 名古屋場所（愛知） | 九月場所 秋場所（東京） | 十一月場所 九州場所（福岡） |
| --- | ----------------------- | ----------------------- | ----------------------- | --------------------------- | ----------------------- | --------------------------- |
| 2004年 （平成16年） | x                       | 東幕下付出15枚目 5–2    | 東幕下9枚目 4–3         | 西幕下2枚目 1–6             | 東幕下21枚目 4–2–1      | 東幕下18枚目 3–4            |
| 2005年 （平成17年） | 東幕下24枚目 3–4        | 東幕下33枚目 4–3        | 東幕下27枚目 5–2        | 東幕下16枚目 6–1            | 西幕下6枚目 5–2         | 西幕下2枚目 3–4             |
| 2006年 （平成18年） | 西幕下5枚目 4–3         | 西幕下筆頭 3–4          | 西幕下4枚目 3–4         | 東幕下8枚目 3–4             | 東幕下13枚目 5–2        | 東幕下6枚目 5–2             |
| 2007年 （平成19年） | 東幕下2枚目 5–2         | 東十両13枚目 6–9        | 東幕下2枚目 4–3         | 東十両14枚目 引退 –         | x                       | x                           |
| 各欄の数字は、「勝ち-負け-休場」を示す。 優勝 引退 休場 十両 幕下 三賞：敢=敢闘賞、殊=殊勲賞、技=技能賞 その他：★=金星 番付階級：幕内 - 十両 - 幕下 - 三段目 - 序二段 - 序ノ口 幕内序列：横綱 - 大関 - 関脇 - 小結 - 前頭（「#数字」は各位内の序列） |                         |                         |                         |                             |                         |                             |